# Pierre-Henri Azagoh
Pas d'image ? Cliquez ici

a Compétitions nationales et continentales officielles uniquement.

b Matchs officiels uniquement.
Dernière mise à jour le 23 octobre 2024.
Pierre-Henri Azagoh, né le 25 juillet 1998 à Nîmes (Gard), est un joueur international français de rugby à XV qui joue au poste de deuxième ligne au Stade français depuis 2019.

## Biographie

### Jeunesse et formation
Pierre-Henri Azagoh naît à Nîmes. Il est formé à l'école de rugby du RMCS 77.
En 2016, il est sélectionné en équipe de France des moins de 18 ans pour le Champion d'Europe. Les Français sont alors tenants du titre et favoris pour cette édition qu'ils remportent.

### Carrière professionnelle
Auteur d'une bonne saison en 2017-2018, connaissant ses débuts en pro avec Massy ainsi que les titres de vainqueur du Tournoi des Six Nations des moins de 20 ans puis champion du monde junior avec les moins de 20 ans, il fait partie des grands espoirs de son club en deuxième ligne,.
En 2019, il quitte son club de Massy, relégué en troisième division, après une bonne saison 2018-2019 et signe un contrat de deux saisons avec le Stade français Paris.
Alors qu'il joue peu en début de saison 2020-2021, son club songe alors à le prêter à Aurillac en Pro D2. Cependant, il profite des blessures de certains de ses coéquipiers pour gagner du temps de jeu. Il réalise alors une très bonne seconde partie de saison durant laquelle il se révèle malgré la forte concurrence à son poste avec Yoann Maestri, Mathieu De Giovanni ou encore Paul Gabrillagues. En fin de contrat à l'issue de cette saison, il prolonge son contrat de deux saisons supplémentaires. Puis, quelques mois plus tard, en juin, il est appelé par pour la première fois de sa carrière en équipe de France, par Fabien Galthié, pour la tournée d'été en Australie. Cette liste est marquée par l'absence de nombreux cadres et compte ainsi vingt-deux joueurs non-capés. Il ne prend pas part à la première rencontre de cette tournée, mais connaît toutefois sa première cape avec les Bleus lors du match suivant face aux Wallabies. Il est titularisé en deuxième ligne avec Cyril Cazeaux et les Français s'imposent 28 à 26,. Alors qu'il ne devait pas être titulaire pour le match suivant, il est finalement appelé de dernière minute dans le XV de départ pour remplacer Cyril Cazeaux, blessé à une cheville. Il est alors associé à Romain Taofifénua en deuxième ligne et les Bleus sont cette fois battus 33-30.
À l'issue de la saison 2023-2024, au mois de juin, il est retenu en  dans une liste de trente-deux joueurs pour préparer la tournée d'été en Argentine. Cette liste est marquée par l'absence des cadres habituels et la présence de nombreux joueurs sans sélections. Le 10 juillet 2024, il joue sous le maillot national face à l'Uruguay, dans une rencontre non capée disputée par l'équipe de France développement.

## Statistiques internationales
| Année | Compétition | Matchs | Points | Essais |
| ----- | ----------- | ------ | ------ | ------ |
| 2021  | Test matchs | 2      | 0      | 0      |
| Total | Total       | 2      | 0      | 0      |

## Palmarès

### En club
Néant

### En équipe nationale
- France -18
  - Vainqueur du Champion d'Europe des moins de 18 ans en 2016[7]
- France -20
  - Vainqueur du Tournoi des Six Nations des moins de 20 ans en 2018
  - Vainqueur du Championnat du monde junior en 2018